# Gasterfeld (Wüstung)
Koordinaten: 51° 19′ 49″ N, 9° 8′ 29″ O
Gasterfeld war ein im Jahre 1074 erstmals urkundlich erwähntes Dorf in der heutigen Gemarkung der nordhessischen Stadt Wolfhagen, Landkreis Kassel, das im Jahre 1406 bereits als wüst gefallen bezeichnet wurde.

## Geographische Lage
Das Dorf befand sich etwa 1 km südsüdöstlich der 1778 gegründeten Siedlung Philippinendorf (heute Gasterfeld) auf 269 m Höhe im Talgrund des Dusebachs (früher auch Dause genannt) an dessen südlichem Ufer, unweit östlich der Wolfhager Landwehr gegen die Grafschaft Waldeck. Etwa 500 m nordöstlich verläuft heute die Bundesstraße 450 von Wolfhagen nach Landau. Die Kreisstraße 106 von Wolfhagen nach Bühle verläuft etwa 450 m südlich. Ein asphaltierter Feldweg durchquert heute die Stelle der verschwundenen Siedlung.

## Geschichte
Das 1074 „Gasterveld“ genannte Dorf war Besitz und Stammsitz des edelfreien Geschlechts derer von Gasterfeld, das dort vermutlich eine Kemenate bzw. eine kleine Wasserburg besaß. Erstes urkundlich bekanntes Mitglied des Geschlechts war der 1151 erwähnte Adelung von Gasterfeld, der in diesem Jahr Grundbesitz in Gasterfeld, Nieheim und Langeln mit dem Kloster Hasungen tauschte. Die Brüder Heinrich und Eberhard (Eckard) von Gasterfeld erbauten im ersten Quartal des 13. Jahrhunderts östlich von Wolfhagen die Burg Helfenberg, verlegten ihren Wohnsitz dorthin und das Geschlecht nannte sich ab etwa 1240 „von Helfenberg“.
Ob die von ihren Besitzern verlassene Burg Gasterfeld verfiel oder ob sie, wie die Burg Helfenberg, von hessischen Truppen während der kriegerischen Auseinandersetzungen zwischen Landgraf Heinrich I. von Hessen mit dem Erzbistum Mainz oder bei Landgraf Heinrichs Feldzug gegen seinem Hoheitsanspruch Widerstand leistende Burgeninhaber im Jahre 1293 zerstört wurde, ist nicht bekannt. Das Dorf blieb zunächst weiterhin besiedelt. Im Jahre 1303 verkaufte Eckhard V. von Helfenberg sein Drittel an Dorf, Kirchlehen und Wald an Landgraf Heinrich. Die anderen zwei Drittel kamen später an die Grafen von Waldeck. Wann das Dorf gänzlich verlassen wurde, ist nicht bekannt. Im Jahre 1351 wird noch ein Haus erwähnt. Obwohl Gasterfeld in einer Urkunde 1406 noch als Dorf bezeichnet wurde, lag es damals bereits wüst. Baureste sind nicht mehr vorhanden.
Die dem Heiligen Kreuz geweihte Kirche des Orts befand sich auf leicht erhöhtem Grund im Südwesten der Siedlung; sie wurde noch bis zur Einführung der Reformation in der Landgrafschaft Hessen 1526 genutzt. Die Ruine bestand noch 350 Jahre: im Jahre 1850 wurde noch ein Gewölbe abgebrochen, und 1878 wurden Steine der Ruine zum Straßenbau genutzt. Noch 1919 wurden an der Stelle Steine und verbranntes Korn gefunden. Heute erinnert nur noch der Flurname „Die alte Kirche“ an die einstige Kirche.
Das Geschlecht der Herren von Gasterfeld bzw. von Helfenberg erlosch im Mannesstamm mit Rudolph V. von Helfenberg im Jahre 1414. Bereits 1409 hatte er dem Landgrafen Hermann II. von Hessen urkundlich den Heimfall seines gesamten, noch nicht anderweitig (z. B. an das Kloster Aroldessen) vergebenen Lehens- und Allodialbesitzes, darunter auch Burg und Wüstung Gasterfeld, verbrieft und der Landgraf zog den Ort mitsamt der verfallenen Burg dann als heimgefallenes Lehen ein.

## Neubelegung des Ortsnamens
Der Ortsname Gasterfeld ist seit dem 1. März 1972 wieder in Gebrauch: im Rahmen der Gebietsreform in Hessen wurden die beiden nordwestlich der Wüstung gelegenen Siedlungen Philippinendorf (gegründet 1778) und Schanze (gegründet 1938) unter dem Namen Gasterfeld als Stadtteil von Wolfhagen zusammengefasst.